# روبرت بلير
روبرت بلير (بالإنجليزية: Robert Blair)‏ (و. 1748 – 1828 م) هو عالم فلك، وأستاذ جامعي من المملكة المتحدة. ولد في لوثيان الشرقية.
توفي عن عمر يناهز 80 عاماً.